# Krišľovce
Krišľovce es un municipio del distrito de Stropkov en la región de Prešov, Eslovaquia, con una población estimada a final del año 2024 de 27 habitantes.
Se encuentra ubicado al noreste de la región, cerca del río Ondava (cuenca hidrográfica del río Tisza) y de la frontera con  Polonia.

## Demografía
| Año        | 1994 | 2004     | 2014     | 2024     |
| ---------- | ---- | -------- | -------- | -------- |
| Población  | 59   | 47       | 33       | 27       |
| Diferencia |      | −20,33 % | −29,78 % | −18,18 % |

| Año        | 2023 | 2024    |
| ---------- | ---- | ------- |
| Población  | 28   | 27      |
| Diferencia |      | −3,57 % |